# Сент-Тюль
Сент-Тюль (фр. Sainte-Tulle, окс. Santa Túlia) — коммуна во Франции, находится в регионе Прованс — Альпы — Лазурный Берег. Департамент коммуны — Альпы Верхнего Прованса. Входит в состав кантона Юго-восточный Маноск. Округ коммуны — Форкалькье.
Код INSEE коммуны — 04197.

## Население
Население коммуны на 2008 год составляло 3265 человек.
| 1962 | 1968 | 1975 | 1982 | 1990 | 1999 | 2008 |
| ---- | ---- | ---- | ---- | ---- | ---- | ---- |
| 1857 | 2458 | 2520 | 2805 | 2855 | 3055 | 3265 |

## Климат
Климат средиземноморский. Лето жаркое и сухое, зима мягкая и солнечная.
Сент-Тюль не имеет своей метеостанции, ближайшая находится в Мариньяне.
| Показатель                                    | Янв. | Фев. | Март | Апр. | Май  | Июнь | Июль | Авг. | Сен. | Окт. | Нояб. | Дек. | Год  |
| --------------------------------------------- | ---- | ---- | ---- | ---- | ---- | ---- | ---- | ---- | ---- | ---- | ----- | ---- | ---- |
| Средний суточный максимум, °C                 | 10,9 | 12,4 | 15,1 | 17,5 | 22,2 | 25,9 | 30,0 | 28,7 | 25,1 | 20,3 | 14,5  | 12,0 | 19,5 |
| Средняя температура, °C                       | 6,9  | 8,1  | 9,8  | 12,9 | 16,6 | 21,1 | 23,9 | 24,0 | 20,2 | 16,0 | 10,8  | 8,1  | 14,8 |
| Средний суточный минимум, °C                  | 2,5  | 3,1  | 5,8  | 8,0  | 12,2 | 16,0 | 18,1 | 18,7 | 14,4 | 11,8 | 5,9   | 4,2  | 10,0 |
| Норма осадков, мм                             | 57   | 45   | 42   | 57   | 43   | 24   | 11   | 28   | 56   | 78   | 54    | 52   | 547  |
| Источник: Météo France / Station de Marignane |      |      |      |      |      |      |      |      |      |      |       |      |      |

## Экономика
В 2007 году среди 1976 человек в трудоспособном возрасте (15—64 лет) 1404 были экономически активными, 572 — неактивными (показатель активности — 71,1 %, в 1999 году было 66,6 %). Из 1404 активных работали 1273 человека (715 мужчин и 558 женщин), безработных было 131 (70 мужчин и 61 женщина). Среди 572 неактивных 170 человек были учениками или студентами, 147 — пенсионерами, 255 были неактивными по другим причинам.

## Достопримечательности
- Церковь Нотр-Дам-де-Бовуар (1587 год)
- Башня с часами (1544 год)
- Муниципальный театр